# آسن بلاتشكي
آسين إميلوف بلاتشكي (بالبلغارية: Асен Емилов Блатечки) هو ممثل بلغاري ولد بتاريخ 22 مارس 1971 في صوفيا.

## أعماله
من أعماله فيلم نينجا وهيتمان.

## وصلات خارجية
- آسن بلاتشكي على موقع IMDb (الإنجليزية)
- آسن بلاتشكي على موقع أول موفي (الإنجليزية)
- آسن بلاتشكي على موقع قاعدة بيانات الفيلم (الإنجليزية)
- آسن بلاتشكي على موقع كينوبويسك (الروسية)

صفحته على IMDb